# Esslingen am Neckar
Esslingen am Neckar er en by i Tyskland i delstaten Baden-Württemberg med 93.542 indbyggere (31/12/2018). Byen er sæde for landkreisen Esslingen. Esslingen ligger ved floden Neckar 10 km fra Stuttgarts centrum.

## Historie
Byen blev først nævnt i 777 som Ezelinga i abbed Fulrads testamente. Han var fra Saint-Denis (nær Paris) og var præst for Pipin og Karl den store. Han førte også  St. Vitalis' relikvier til Esslingen. Det gjorde stedet til mål for pilgrimme og som førte til, at byen voksede. 
Omkring år 800 blev Esslingen købstad og i 866 fik den markedsrettigheder. Esslingen fik byrettigheder i 1229 og blev i 1298 en rigsstad. Protestantismen blev indført i 1526. I 1803 mistede Esslingen sin status som rigsstad og blev en del af hertugdømmet Württemberg.
Esslingen slap for kraftige bombeangreb under 2. verdenskrig og blev i 1945 besat af amerikanske soldater. 

## Eksterne links
- Wikimedia Commons har flere filer relateret til Esslingen am Neckar